# Sofia Wylie
Sofia Christine Wylie, född 7 januari 2004 i Scottsdale i Arizona, är en amerikansk skådespelerska och dansare. Bland hennes mest kända roller finns Buffy Driscoll i Disney Channelserien Andi Mack, Cory Bailey i filmen Back of the Net och Gina Porter i Disney+-serien High School Musical: The Musical: The Series.

## Filmografi (i urval)
- 2011, 2016 – So You Think You Can Dance (TV-program)
- 2015 – America's Got Talent
- 2017 – Nicky, Ricky, Dicky & Dawn (TV-serie)
- 2017–2019 – Andi Mack (TV-serie)
- 2019 – Back of the Net
- 2019–2021 – High School Musical: The Musical: The Series (TV-serie)
- 2025 – The Map That Leads to You